# ام‌تل
ام‌تل (انگلیسی: Mtel) شرکت مخابرات بوسنیایی است، که در سالر۱۹۹۶ تأسیس شد.